# Ruellia devosiana
Ruellia devosiana är en akantusväxtart som beskrevs av Hort. Makoy och E. Morr.. Ruellia devosiana ingår i släktet Ruellia och familjen akantusväxter. Inga underarter finns listade i Catalogue of Life.

## Beskrivning
Arten som växer naturligt i Brasilien odlas här som rumsväxt. Den är en halvbuske med blad som på ovansidan är mörkgröna och vita, undertill röda, samt trattlika. Den har lila blommor.

## Bildgalleri

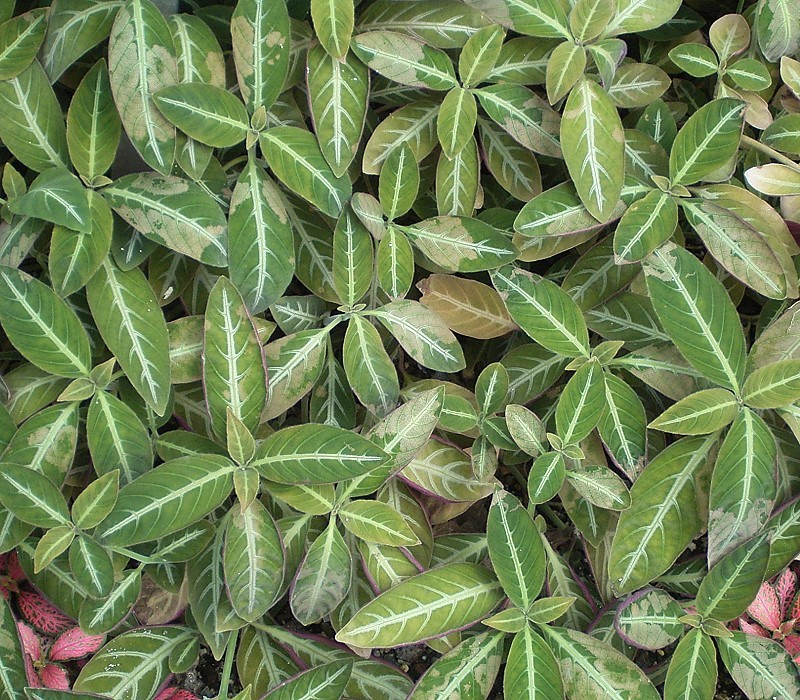
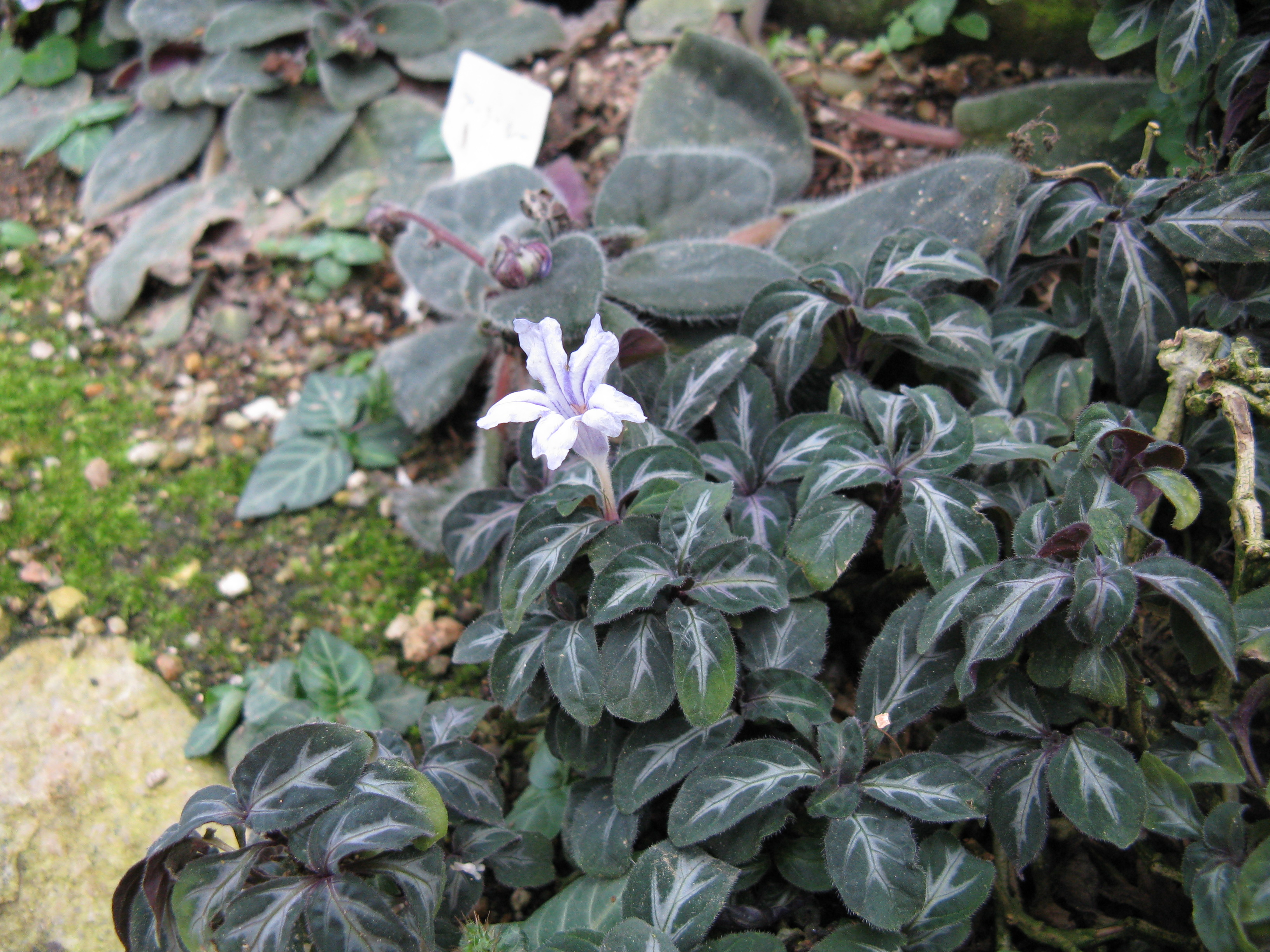
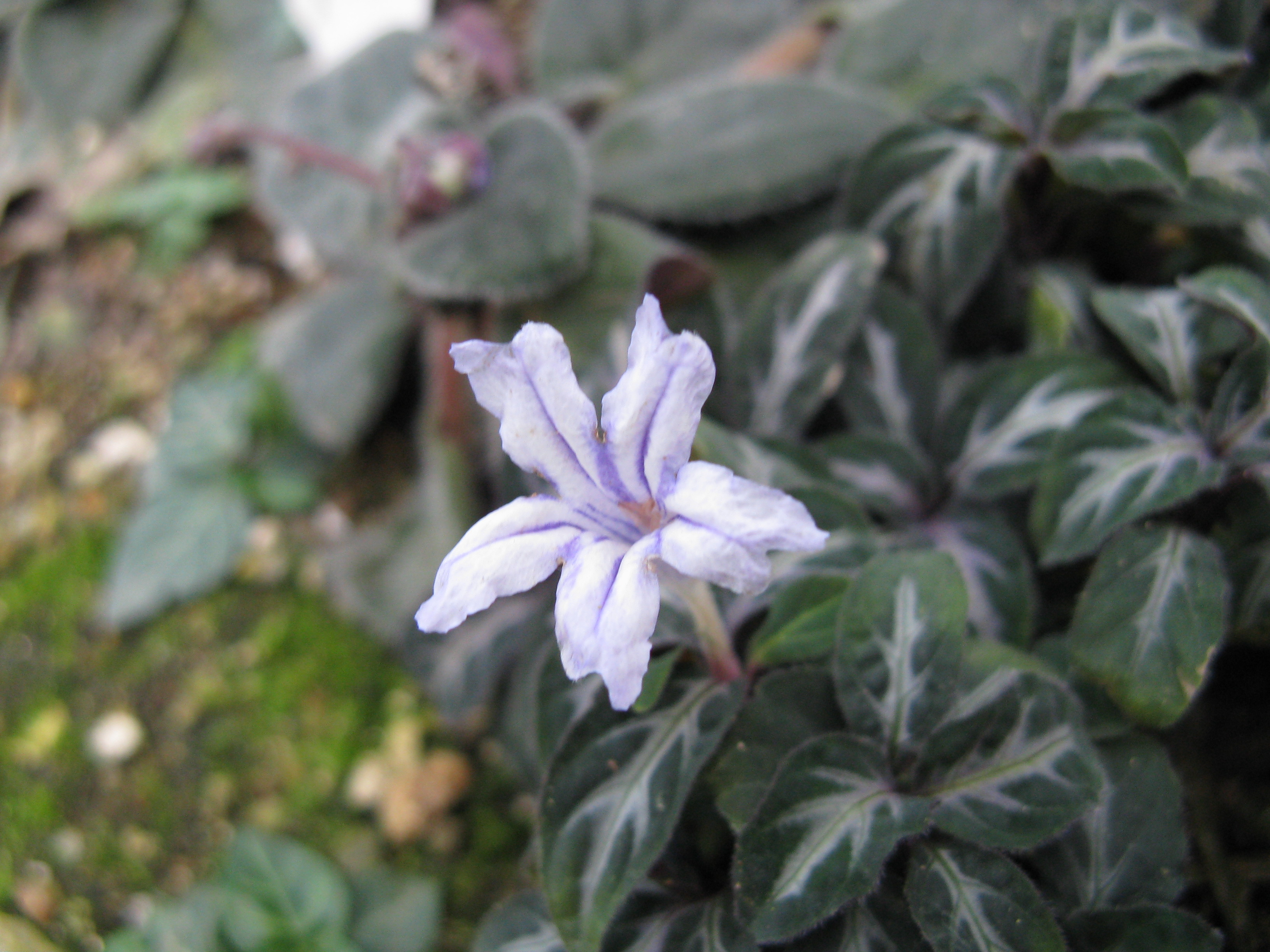
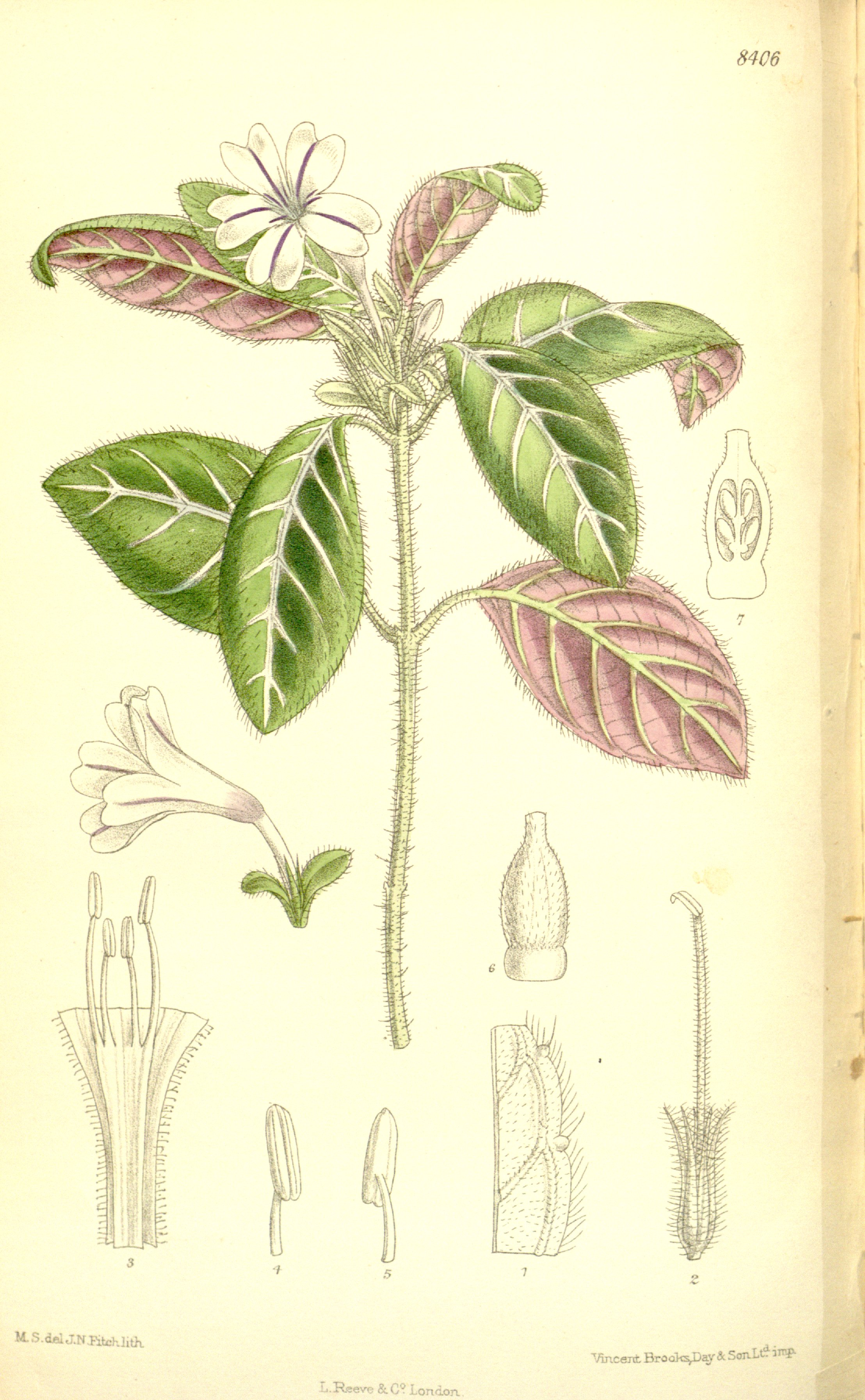